# Trinity Baptiste
Trinity Baptiste (Tampa, 15 giugno 1998) è una cestista statunitense naturalizzata libanese, professionista in Europa.

## Carriera
È stata selezionata dalle Indiana Fever al secondo giro del Draft WNBA 2021.
Con il Libano ha disputato i Campionati asiatici del 2023.